# 杨静 (演员)
杨静（1929年2月1日—2025年1月17日），蒙名德勒格尔玛，内蒙古科左后旗人。蒙古族，中国资深女演员，曾演出多部电视剧及电影。與香港甘草演员周驄是好友，丈夫是于洋。

## 简介
其為电影著名表演艺术家。中国影协会员和剧协会员，电影表演学会名誉理事，中国电影基金会理事，1944年毕业于沈阳同善堂助产士学校。抗日战争胜利后在呼伦贝尔省政府合作社医院任助产士。1946年入东北军政大学学习，同年留校任文工团宣传员。1950年起任东北电影制片厂演员。东北区文艺汇演歌剧《为谁打天下》中饰演地主婆而受到好评，选调北影任演员。先后主演《卫国保家》、《一贯害人道》、《结婚》、《生活的浪花》、《金铃传》、《矿灯》、《英雄岛》、《战地黄花》等十余部影片。也演出不少话剧如：《母亲的心》、《自有后来人》、《兵临城下》，特别在沙翁喜剧《第十二夜》中饰演孪生兄妹两个角色，轰动首都舞台，时逢亚非电影节受到外宾好评，得到中央领导和周恩来总理的赞扬。全国第三次文代会代表。1961年被选为朝阳区人民代表。协拍日本影片《天平之甍》、任副导演，曾赴日本参加首映式。参加了《大海在呼唤》、《骑士的荣誉》、《驼峰上的爱》、《孤帆远影》导演工作、《洪湖神医》、《衰乐江湖》等多集电视剧演出。业余写作，习书画，作品辑入《大河奔流》、《李克异研究资料》、《中国影人书画选集》、《大众电影》等。

## 电影
- 骑士的荣誉（1984年）导演
- 大海在呼唤（1982年）导演
- 天平之甍（1980年）副导演
- 小二黑结婚（1964年）饰 二嫂
- 英雄岛 (1959年）饰 洪秀海

- 生活的浪花（1958年）饰 叶素萍
- 结婚（1954年）饰 杨小青
- 一贯害人道（1952年）饰 刘文蕙
- 卫国保家（1950年）饰 陈桂英
- 歌女之歌（1948年）饰 叶太太

## 话剧
- 母亲的心 飾 刘护士（1964年）
- 自有后来人 飾（1967年）
- 兵临城下 飾（1967年）
- 第十二夜 飾 張大妹、张小妹（1968年）
- 悠悠一条船 飾 龙女（1970年）

## 歌剧
- 为谁打天下 飾 地主婆（1957年）
- 琴键 飾 阿妹（1976年）